# Руденок Вікторія Михайлівна
Вікто́рія (Віта) Миха́йлівна Рудено́к (* 1978) — українська спортсменка, яка виступала у важкій атлетиці. Багаторазова чемпіонка України, чемпіонка Європи, учасниця літніх Олімпійських ігор в Сіднеї.

## З життєпису
Народилась 1978 року в місті Бобровиця. Тренувалася в Бобровицькому відділенні обласної школи вищої спортивної майстерності. Представляла місто Чернігів.
Виграла дві медалі на Чемпіонатах Європи з важкої атлетики — золоту нагороду в 2000 році та бронзову в 1999 році.
Представляла Україну на літніх Олімпійських іграх 2000 року у важкій атлетиці.